# Rocca Bianca (Valle Maira)
La Rocca Bianca è una montagna delle Alpi Cozie, alta 3021 m. Si trova in alta Valle Maira, sulla cresta che separa il Vallonasso di Stroppia dalla Valle del Maurin, in Comune di Acceglio.

## Caratteristiche
È un grosso ammasso calcareo, con estensione in pianta abbastanza regolare; presenta pareti scoscese su tutti i lati. Il versante occidentale scende ripido verso la Valle del Maurin; i versanti NO e SSO scendono verso diramazioni laterali del Vallonasso di Stroppia, e sono caratterizzati da ripidi canaloni detritici, inclinati di 30-35°, sovrastati da pareti scoscese e frastagliate. Dall'incontro dei versanti NO e SSO si genera una cresta assai frastagliata che sale in vetta con andamento circa E-O; dalla vetta, la cresta piega a S fino ad un'insellatura che chiude alla testata la valletta ai piedi del versante SSO, indi volge a SO verso il Monte Sautron.

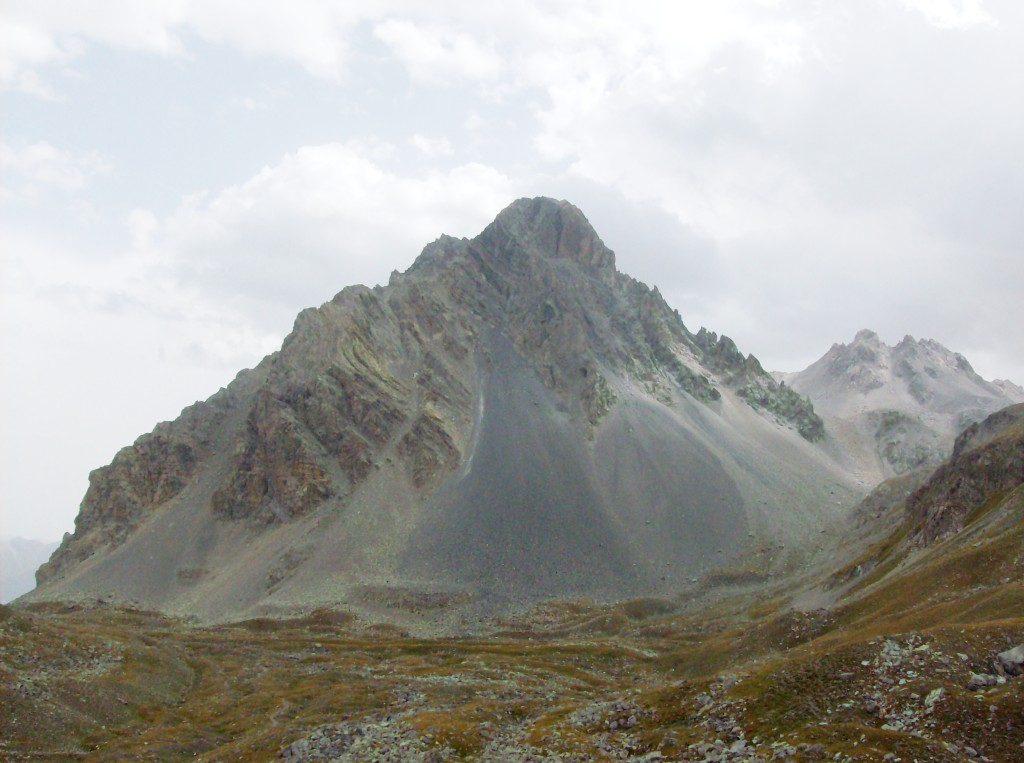
Il versante NO visto dal Vallonasso di Stroppia

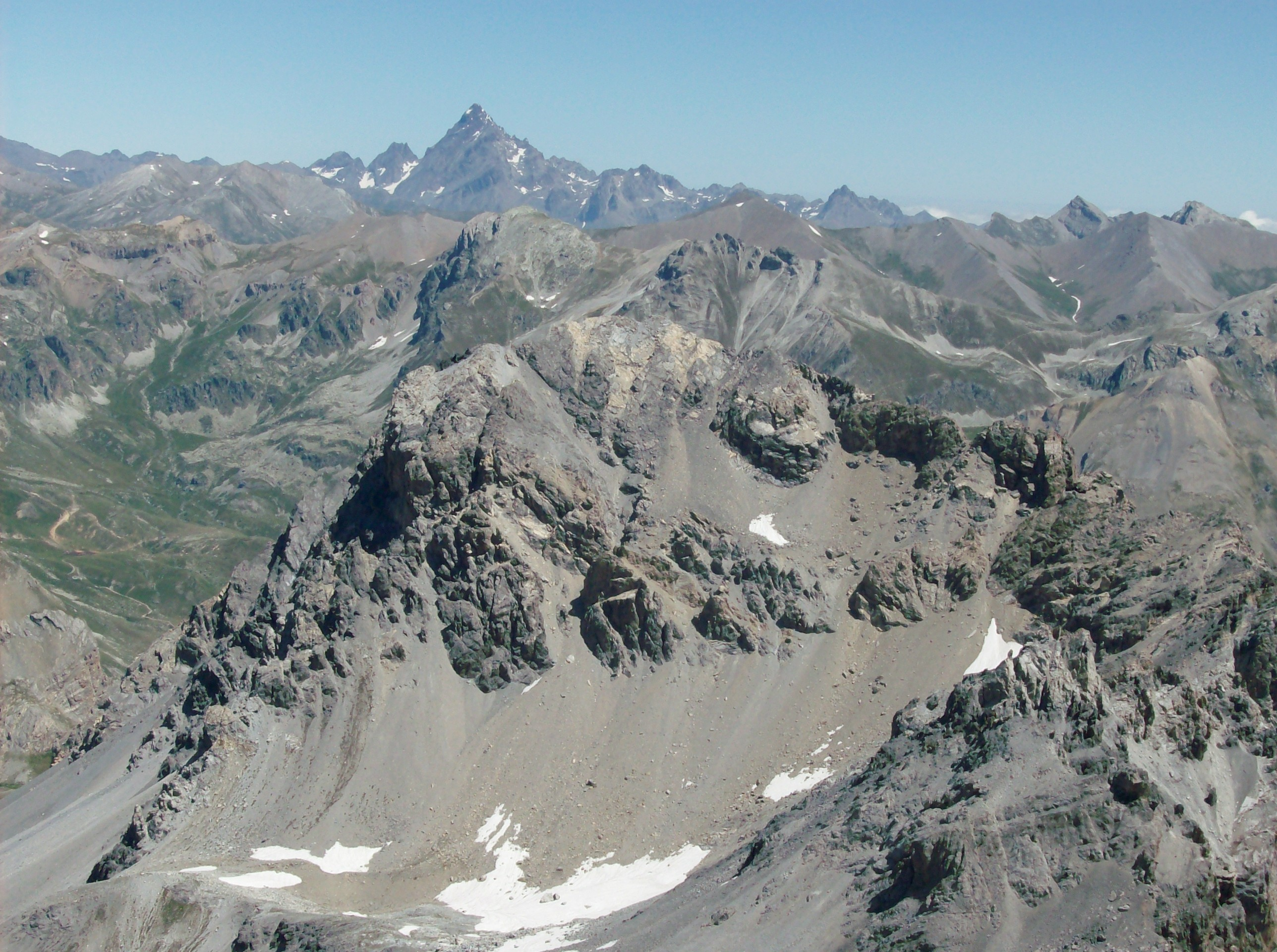
Il versante SSO su cui si sviluppa la via normale. In lontananza, il Monviso.

Dal punto di vista geologico, l'intera zona appartiene al Complesso Brianzonese; la Rocca in particolare è costituita da un unico ammasso di calcari dolomitici e dolomie, spesso a struttura brecciata.

## Ascesa alla vetta

### Via normale
La via normale si sviluppa sul versante SSO; la difficoltà è di tipo alpinistico, ed è valutata come F.
Si accede dalla frazione Chiappera di Acceglio, seguendo il Sentiero Dino Icardi fino a poco sopra il Colle dell'Asino, dove si distacca a sinistra il sentiero per il Colle della Portiola (palina). Lo si segue fino ad arrivare ad una conca in cima ad una rampa, a quota 2500 m circa. Sulla sinistra, sopra un pendio detritico, vi è un'evidente insellatura che chiude a E la cresta che discende dalla vetta; si risale verso l'insellatura su un faticoso pendio detritico (granulometria decimetrica in basso, centimetrica o anche meno in alto) per ritrovarsi in una specie di vallone-canale ai piedi del versante SSO della montagna. Volgendosi a sinistra, si notano sulla parete due canaloni che, tra detriti e roccette, risalgono il versante; si risale quello di sinistra, più agevole, e ci si porta in cresta. Da qui in pochi minuti si raggiunge la vetta (circa 4.30 h dall'inizio del sentiero).